# 8169 Mirabeau
8169 Mirabeau è un asteroide della fascia principale. Scoperto nel 1991, presenta un'orbita caratterizzata da un semiasse maggiore pari a 3,1649510 UA e da un'eccentricità di 0,1088086, inclinata di 2,16864° rispetto all'eclittica.